# ガー (潜水艦)
ガー (USS Gar, SS-206) は、アメリカ海軍の潜水艦。タンバー級潜水艦の一隻。艦名は北米、中米を原産とする古代魚の一種であるガーに因んで命名された。

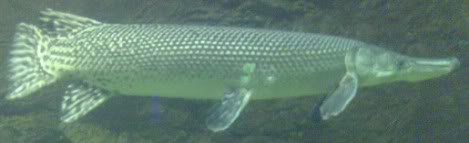
アリゲーターガー（Alligator gar）

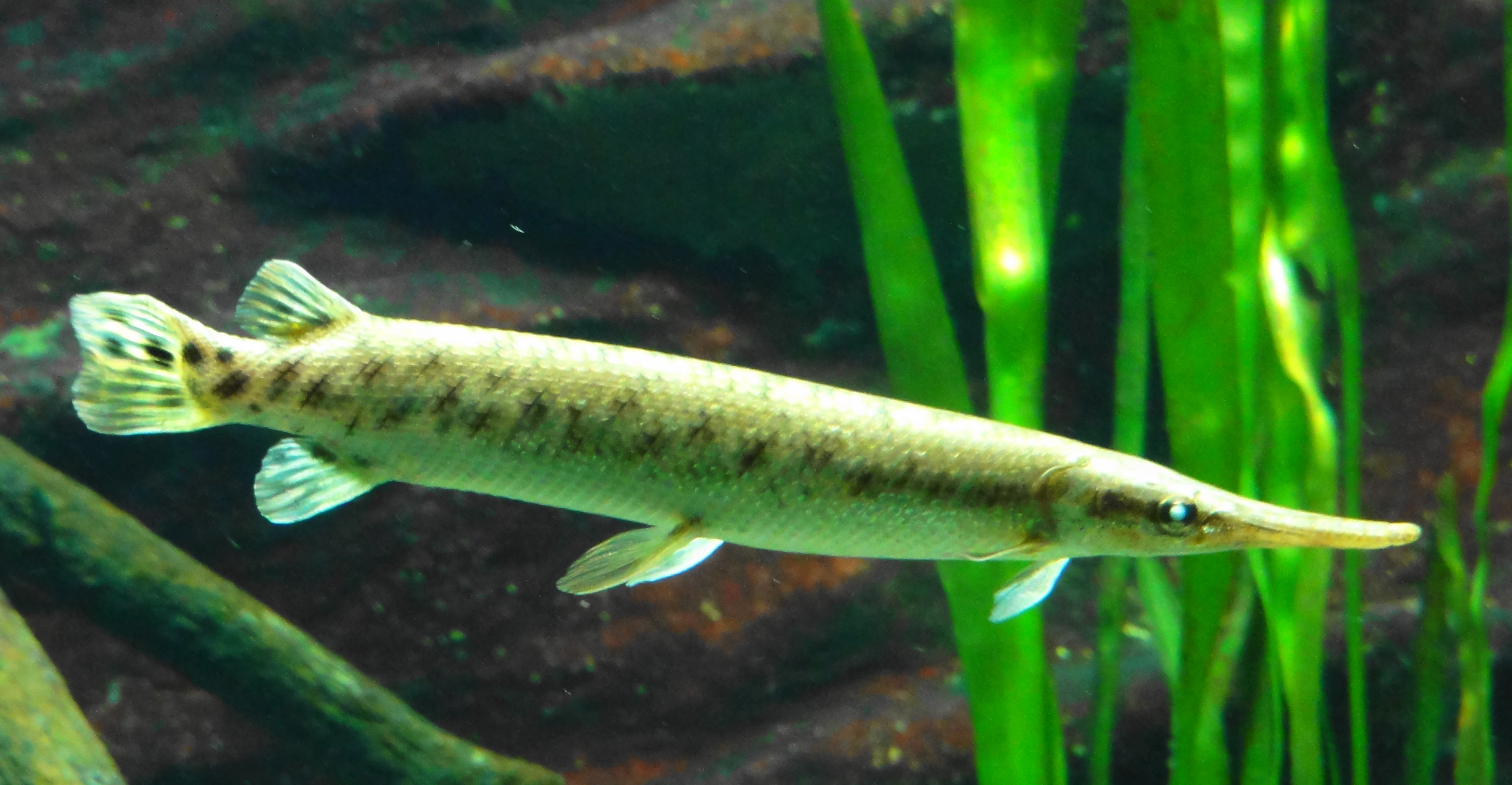
スポッテッドガー（Spotted gar）

## 艦歴
ガーはコネチカット州グロトンのエレクトリック・ボート社で起工した。1940年11月7日にペッティンギル夫人（ジョージ・T・ペッティンギル少将の妻）によって命名、進水し、1941年4月14日に艦長ドナルド・マクレガー少佐（アナポリス1926年組）の指揮下コネチカット州ニューロンドンで就役する。ニューハンプシャー州ポーツマスからニューロンドンにかけてのニューイングランド海岸地帯に沿って行われた整調後、ガーはニューロンドンを11月24日に出航し、1941年12月3日にパナマ運河を通過、真珠湾攻撃の三日後にサンディエゴに到着した。メア・アイランド海軍造船所で戦闘準備を行い、1942年1月15日に真珠湾に向けてサンフランシスコを出航した。

### 第1の哨戒 1942年2月 - 3月
2月2日、ガーは最初の哨戒で日本近海に向かった。名古屋近辺伊勢湾入口、瀬戸内海への入口である紀伊水道などを哨区とした。2月22日夕刻には北緯26度30分 東経157度50分 / 北緯26.500度 東経157.833度の地点で「3,000トン級貨物船」に対して三度にわたり魚雷を発射したが、命中しなかった。3月13日朝、ガーは御蔵島西方50海里の地点で特設給糧船秩父丸（日魯漁業、1,525トン）を発見して魚雷を4本発射し、3本命中させて撃沈した。3月28日、ガーは54日間の行動を終えて真珠湾に帰投した。

### 第2、第3、第4の哨戒 1942年4月 - 11月
4月19日、ガーは2回目の哨戒でトラック諸島方面に向かった。この哨戒では、4月28日からクェゼリン環礁ギー水道沖で哨戒を行い、5月3日には輸送船に対して魚雷を発射したが命中しなかった。翌5月4日にもギー水道沖で輸送船を発見して魚雷を2本発射し、1本が命中。爆雷攻撃を受けたものの被害は無かった。5月17日、ガーは北緯07度15分 東経151度09分 / 北緯7.250度 東経151.150度のトラック西方で9,000トン級輸送船とQシップを発見し、Qシップに魚雷を命中させたと判断された。6月8日、ガーは50日間の行動を終えてフリーマントルに帰投した。
7月3日、ガーは3回目の哨戒で南シナ海およびタイランド湾方面に向かった。ボルネオ島、アナンバス諸島およびマレー半島を結ぶ海域で、シンガポールに出入りする航路を哨戒。この哨戒で唯一見た船は、7月28日に目撃した5,000トン級病院船だった。8月21日、ガーは50日間の行動を終えてフリーマントルに帰投した。
9月17日、ガーは4回目の哨戒で南シナ海およびタイランド湾方面に向かった。この哨戒では、機雷敷設の任務も与えられていた。10月12日、ガーはプロカンビア島近海の地点で敵潜水艦を発見したが、追跡中に見失った。10月20日未明、ガーは北緯12度35分 東経100度50分 / 北緯12.583度 東経100.833度のタイランド湾の最北部、バンコクにつながる海域に32個の機雷を予定通り敷設。これは、以前にアメリカ潜水艦によってパトロールされた重要な日本の航路を妨害する戦略の一環として行われ、以後潜水艦による機雷敷設作戦は戦争末期までしばしば行われた。10月31日には南緯04度15分 東経117度56分 / 南緯4.250度 東経117.933度の地点で貨物船を発見したが、5マイル先にあったため攻撃しなかった。11月7日、ガーは51日間の行動を終えてフリーマントルに帰投。艦長がフィリップ・D・クィーク少佐（アナポリス1932年組）に代わった。

### 第5、第6、第7の哨戒 1942年11月 - 1943年5月

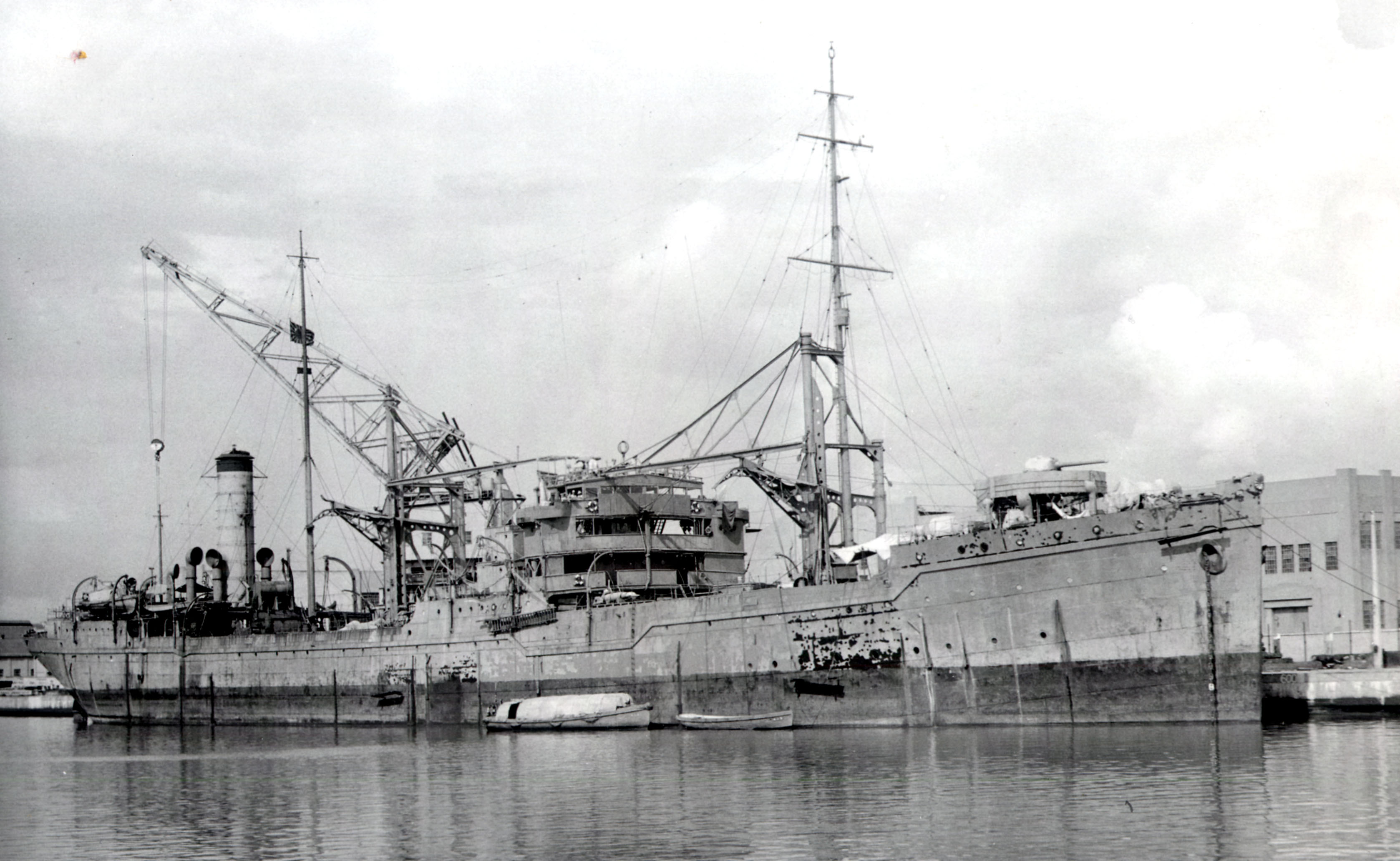
水上機母艦能登呂（1943年3月28日）

11月28日、ガーは5回目の哨戒でマニラ湾近海に向かった。12月8日、ガーは北緯00度52分 東経118度54分 / 北緯0.867度 東経118.900度の地点でHeinan Maru（不詳、661トン）に対して魚雷を6本発射し、次いで海岸まで追いかけて砲撃により破壊した。コレヒドール島、バターン半島沖およびルソン島西岸を往復して哨戒し、12月20日には北緯00度52分 東経118度54分 / 北緯0.867度 東経118.900度のボリナオ沖で第827船団を発見して魚雷を3本発射したが、命中しなかった。1943年1月1日、ガーは北緯14度30分 東経115度43分 / 北緯14.500度 東経115.717度のマニラ湾口で第829船団を発見し、魚雷を発射して5,000トン級輸送船を撃沈したと判断したが、実際には回避されていた。1月9日には、北緯01度46分 東経119度01分 / 北緯1.767度 東経119.017度のマカッサル海峡で水上機母艦能登呂に魚雷を命中させて撃破した。1月19日、ガーは53日間の行動を終えてフリーマントルに帰投した。
2月9日、ガーは6回目の哨戒で南シナ海に向かった。2月22日、ガーはバラバク海峡で、高速で航行するタンカーを発見。3月8日にはマニラ近海で輸送船団を発見したが、哨戒機の接近により攻撃できなかった。ガーはこの他にもいくつかの目標に接触したものの、やはり哨戒機と哨戒艦艇による警戒が厳重なため、攻撃をすることが出来なかった。3月17日から21日まではミリを偵察した。4月2日、ガーは53日間の行動を終えてフリーマントルに帰投した。
4月23日、ガーは7回目の哨戒でマニラ近海に向かった。5月9日、ガーはネグロス島南東海域で特設砲艦阿蘇丸（関西汽船、703トン）を撃沈。5月15日には北緯13度10分 東経121度50分 / 北緯13.167度 東経121.833度のボアク島南西海域でパラオからマニラに向かう第3207船団を発見。11時16分ごろにまず陸軍輸送船明海丸（明治海運、3,197トン）に魚雷1本を命中させて撃沈。約1時間後の12時21分ごろに陸軍輸送船いんだす丸（大阪商船、4,361トン）にも魚雷1本を命中させて撃沈した。この他、ガーはこの哨戒で6隻の小型船舶を浮上砲戦で撃沈した。5月27日、ガーは34日間の行動を終えてフリーマントルに帰投した。

### 第8、第9の哨戒 1943年6月 - 9月
6月18日、ガーは8回目の哨戒でジャワ海およびフローレス海方面に向かった。7月1日、ガーはティモール島ラウテン近辺の海岸に4つのコマンド部隊を上陸させた。7月14日、ガーは南緯05度37分 東経120度28分 / 南緯5.617度 東経120.467度の浅瀬に座礁した500トン程度の内燃機船を攻撃し、その乗組員はジャングルの中に逃げていった。7月23日、ガーは34日間の行動を終えてフリーマントルに帰投。艦長がジョージ・W・ラウトルップ・ジュニア少佐（アナポリス1934年組）に代わった。
8月8日、ガーは9回目の哨戒でセレベス島方面に向かった。チモール、マカッサル海峡周辺を行動し、8月20日に北緯01度00分 東経119度00分 / 北緯1.000度 東経119.000度の地点で特設運送船晴山丸（山本汽船、955トン）を撃沈した。9月13日、ガーは37日間の行動を終えて真珠湾に帰投。オーバーホールのためメア・アイランド海軍造船所に回航された。作業終了後、11月30日に真珠湾に戻ってきた。

### 第10、第11、第12、第13の哨戒 1943年12月 - 1944年10月
12月16日、ガーは10回目の哨戒でパラオ方面に向かった。1944年1月20日、ガーはパラオ沖で陸軍船広祐丸（広海汽船、5,324トン）を撃沈。2日後の1月22日にはパラオ沖で3番目の輸送船団を発見し、海軍徴傭船泰安丸（日本海汽船、3,670トン）を撃沈した。2月9日、ガーは55日間の行動を終えて真珠湾に帰投した。
3月3日、ガーは11回目の哨戒でパラオ方面に向かった。この哨戒では、パラオに対する第58任務部隊（マーク・ミッチャー中将）の空襲に対する支援を命じられており、ガーは日本軍の防御砲火の射程内にある海岸で倒れていた8名のパイロットを救助した。4月21日、ガーは49日間の行動を終えて真珠湾に帰投した。
5月20日、ガーは12回目の哨戒で小笠原諸島方面に向かった。この哨戒では、6月9日に北緯24度35分 東経141度38分 / 北緯24.583度 東経141.633度の地点で日本の海上トラックの船団を攻撃し、少なくとも1隻を炎上させた。6月28日にも北緯25度50分 東経143度05分 / 北緯25.833度 東経143.083度の地点で800トンから1,000トン程度の船舶に対して砲撃を行った。7月9日、ガーは47日間の行動を終えて真珠湾に帰投。艦長がモーリス・フェラーラ少佐（アナポリス1937年組）に代わった。
8月14日、ガーは13回目の哨戒でパラオ、ヤップ島方面に向かった。この哨戒では、ヤップ島近海で救助任務にあたった。9月7日にはヤップ島の施設を砲撃し、その後はスリガオ海峡方面に移動して哨戒した。9月29日には北緯03度30分 東経126度12分 / 北緯3.500度 東経126.200度の地点で小型船を発見し、機銃掃射で撃沈した。10月9日、ガーは54日間の行動を終えてブリスベンに帰投した。

### 第14、第15の哨戒 1944年11月 - 12月
11月3日、ガーは14回目の哨戒でルソン島方面に向かった。この哨戒では16名の人員と30トンの貨物を搭載し、フィリピンに輸送する任務を命じられていた。11月20日、ガーはベルデ島水路沿いのミンドロ島北岸に到着し、信号で合図を送った後貨物5トンを陸揚げ。翌11月21日、第一の任務完了の報告を送信した後、ダリガヨス川近辺に移動し、潜航して第二の任務遂行の機をうかがう。夕方になって浮上して陸上と連絡をとったところ、4キロ北にあるサン・エステバン沿岸では3隻の日本の警備艇が警戒しており、また「サンチャゴ・コーヴには2隻の日本の重巡洋艦と1隻の駆逐艦が停泊している」事を伝えられる。3日後の11月23日、ガーはサンチャゴ・コーヴに到着し、16名の人員と25トンの貨物を陸揚げしたが、「いる」と伝えられていた重巡洋艦はいなかった。11月24日に任務完了の報告とリンガエン湾の偵察を行い、翌11月25日には北緯13度46分 東経119度39分 / 北緯13.767度 東経119.650度の地点で1,000トン級海上トラックを砲撃で破壊した。11月30日、ガーは26日間の行動を終えてミオス・ウンディ島に帰投した。
12月4日、ガーは15回目の哨戒でルソン島方面に向かった。12月11日、ガーはルソン島デュリアガオス・インレットに到着し、35トンの貨物を陸揚げ。代わりに、日本側の防御砲火の位置や可燃物庫、基地配置を記した地図を含む機密文書を受け取り、撃墜されて味方に匿われていた軽空母ラングレー (USS Langley, CVL-27) 所属のパイロットを収容した。任務完了後、ガーは高速で陸岸から離れ、12月18日にサイパン島に寄港。12月27日、ガーは24日間の行動を終えて真珠湾に帰投。これがガーの最後の哨戒となった。

### 練習艦・戦後
ガーは真珠湾でのオーバーホールの後、第一線任務を離れてサイパン島、グアム、マリアナ諸島での対潜訓練の標的艦任務に従事すべく、1945年4月2日に真珠湾を出航。戦争の残りを標的艦として活動した。終戦直前の8月7日に、グアムアプラ港を出航しハワイ、サンフランシスコ、パナマ運河を経由して10月20日にポーツマスに到着する。ガーは12月11日に退役し、予備役艦として1948年9月まで保管される。その後10月までポーツマス海軍造船所でオーバーホールが行われ、海軍第4管区の予備役訓練艦としてオハイオ州クリーブランドに配属されることとなり、ガーはミシシッピ川、シカゴ運河を経由して1948年11月28日にクリーブランドに到着し、訓練任務に従事した。その後、ガーは1959年5月29日に除籍され、11月18日にアキューム・スクラップ・アンド・メタル社にスクラップとして売却された。
ガーは第二次世界大戦の戦功で11個の従軍星章を受章した。